# Wasser- und Bodenverband Ryck-Ziese

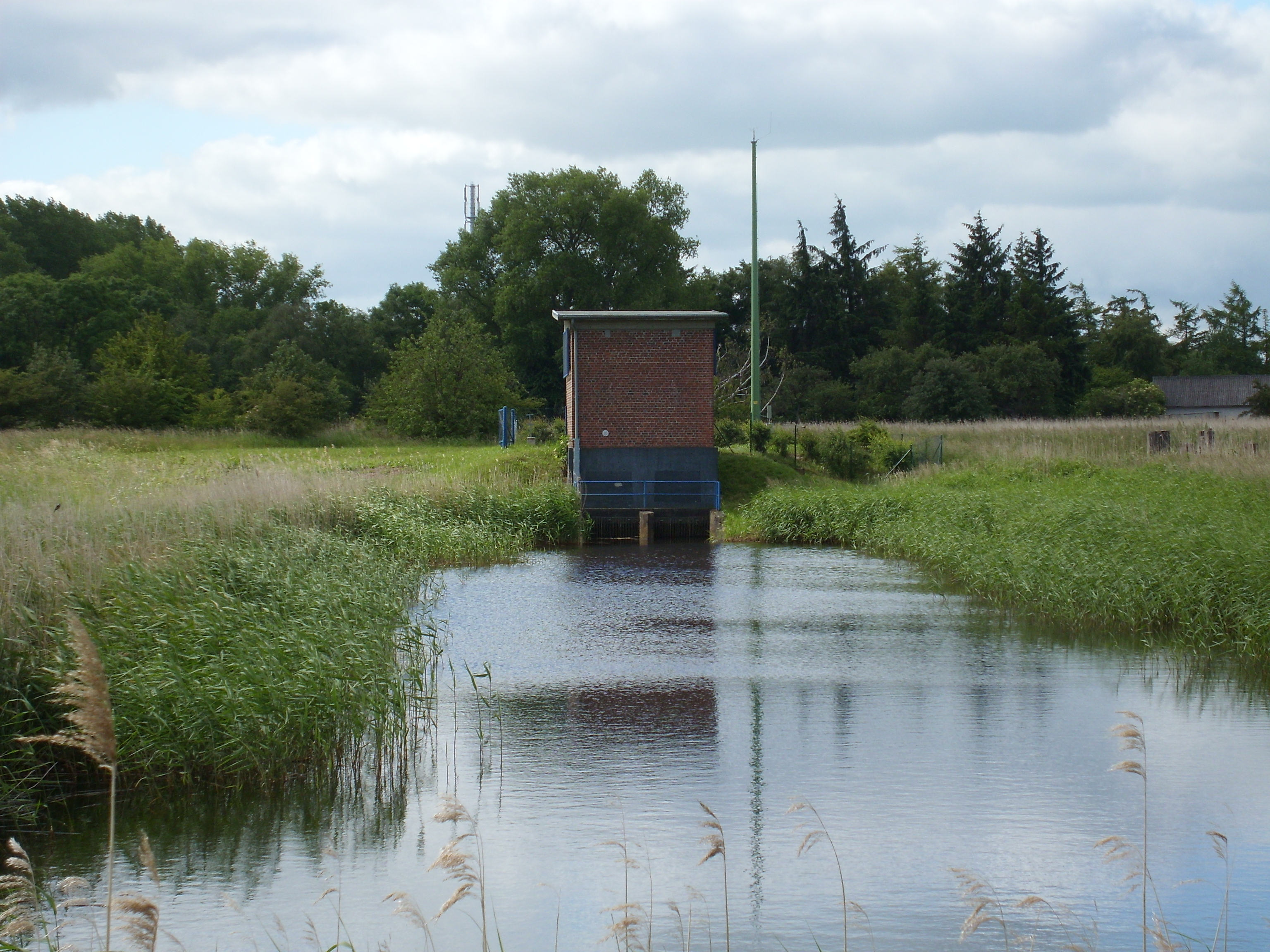
Das Schöpfwerk Eisenhammer in Greifswald, eines der vom WBV Ryck-Ziese unterhaltenen Schöpfwerke

Der Wasser- und Bodenverband Ryck-Ziese (WBV Ryck-Ziese) ist ein Wasser- und Bodenverband, dessen Verbandsgebiet in der Region Vorpommern um den Ryck und die nordwestliche Hälfte der Ziese liegt.
Der WBV Ryck-Ziese wurde wie auch die anderen Gewässerunterhaltungsverbände Mecklenburg-Vorpommerns 1992 durch das Gesetz über die Bildung von Gewässerunterhaltungsverbänden gegründet; er hat seinen Sitz in der Hansestadt Greifswald. Sein Verbandsgebiet umfasst den Norden des Landkreises Vorpommern-Greifswald, das Gebiet der Hansestadt Greifswald, den Osten des Landkreises Vorpommern-Rügen. Er liegt innerhalb der Flussgebietseinheit Warnow/Peene nach § 7 Abs. 1 Nr. 10 i. V. m. Anlage 2 zum WHG. Die Rechtsaufsicht über den Verband nimmt gemäß der Anlage zu § 1 GUVG der Landrat von Vorpommern-Greifswald wahr.
Aufgabe des WBV Ryck-Ziese ist nach § 63 LWaG vor allem die Unterhaltung von Gewässern zweiter Ordnung, was auch die Unterhaltung der Schöpfwerke in diesen beinhaltet. Als zusätzliche Aufgabe hat der Verband den Betrieb des Kleinspeichers Kemnitzerhagen, einem der vier offenen Wasserspeicher Mecklenburg-Vorpommerns, in seiner Zuständigkeit. Nicht zu seinen Aufgaben gehört die Unterhaltung der Landesschutzdeiche sowie die Unterhaltung des schiffbaren Teils des Ryck ab der Steinbecker Brücke in Greifswald, der von dort an eine Bundeswasserstraße ist.
Zu unterscheiden ist der WBV Ryck-Ziese vom Zweckverband Wasser Abwasser Boddenküste (ZWAB), der ebenfalls in der Region tätig ist, jedoch für die Kommunen Aufgaben der Trinkwasserver- und Abwasserentsorgung wahrnimmt.